# Susa (Libia)
Susa o Marsa Susa (in greco Ἀπολλωνία?; in arabo سوسة‎?) è una città e località balneare della Libia, nel distretto di Gebel el-Achdar. La città sorge presso le rovine dell'antica Apollonia e ospita l'omonimo museo. Si trova a circa 30 km a nord est di Beida.

## Storia
L'antica città di Apollonia fu fondata nel 630 a.C. da coloni greci e divenne un importante centro commerciale nel Mediterraneo meridionale. Ha servito come porto di Cirene, 20 km a sud-ovest, ed era una delle cinque città della Pentapoli cirenaica.
La regione entrò nella sfera d'influenza di Roma nel I secolo a.C., con la morte dell'ultimo sovrano ellenistico del regno di Cirene. Quando la città di Cirene venne colpita da una serie di terremoti, prima nel 262 e poi ancora attorno al 364, Apollonia le subentrò come centro più importante della regione. Tra il V e gli inizi del VI secolo la città fu elevata a capitale della provincia romana della Libya superior (o Libya Pentapolitana), succedendo a Tolemaide, e lo rimase fino alla conquista araba della Cirenaica nel 642 per mano del generale arabo Amr ibn al-As.
Con il diffondersi del Cristianesimo, la città divenne nota come Sozousa (dal femminile del greco σωτήρ sōtēr, "salvatrice", probabilmente riferito a Maria di Nazareth), che spiega il nome moderno di Marsa Susa o Susa.
Sozusa era una sede episcopale e dal 1933 la diocesi di Sozusa di Libia è annoverata nell'elenco delle sedi titolari della Chiesa cattolica, sottomessa al patriarcato di Alessandria.

## Comunità greco-musulmana
Susa ospita una comunità di greco-musulmani in esilio, noti anche come Turco-Romnoi ("turco-romei" o "greco-turchi"), provenienti da Creta e dalla Grecia continentale, giunti nella Libia ottomana a seguito della guerra greco-turca del 1897. Un'altra ondata di greci musulmani giunse a Susa dopo lo scambio di popolazione tra Grecia e Turchia.
Negli anni venti del XX secolo la cittadina era uno dei centri costieri più importanti della regione, dopo Bengasi e Derna, con una popolazione stimata di 700 persone, di cui 300 cretesi e 30 ebrei.